# جلان هايدون
جلان هايدون (بالإنجليزية: Glen Haydon)‏ هو عالم موسيقى أمريكي، ولد في 9 ديسمبر 1896، وتوفي في 1965.